# Jerzy Zamoyski
Jerzy Zamoyski (zm. 4 stycznia 1621) – polski duchowny rzymskokatolicki, archidiakon lubelski, kanonik krakowski, sekretarz królewski, opat komendatoryjny czerwiński w latach 1600–1621, biskup chełmski, sekretarz królewski.
Pochodził z rodu Zamoyskich. Był synem Krzysztofa Zamoyskiego, a bratem Stanisława Zamoyskiego, który dał początek węgierskiej linii Zamoyskich.
Urodził się w Zamościu. Po studiach przyjął święcenia kapłańskie. W 1589 roku został archidiakonem lubelskim, następnie kanonikiem krakowskim, opatem czerwieńskim i sekretarzem królewskim. 19 lutego 1601 został nominowany biskupem chełmskim.
W 1616 roku wyznaczony został senatorem rezydentem.
Dokonał reorganizacji i reform w diecezji chełmskiej. W 1604 roku zwołał synod, na którym ustalił podział diecezji na 10 dekanatów: Bełz, Chełm, Grabowiec, Hrubieszów, Krasnystaw, Luboml, Magierów, Sokal, Turobin i Zamość. Na jego wniosek zebrano w archiwum diecezjalnym wszystkie dokumenty kościelne, na podstawie których specjalna komisja przeprowadziła regulacje granic i lustrację majętności parafii.
Po 1605 roku przez kilka lat był opiekunem niepełnoletniego Tomasza Zamoyskiego. Przyczynił się do rozwoju Akademii Zamojskiej, której został inspektorem, a następnie pierwszym kanclerzem. Dokonał fundacji katedr teologii i prawa kanonicznego na tej uczelni. Przeprowadził również liczne fundacje kościelne. Około 1610 roku na jego polecenie wzniesiono nową rezydencję biskupią w Skierbieszowie.
Jako senator brał udział w sejmach: 1603, 1605, 1609, 1613 (II) i 1620 roku.
Zmarł 4 stycznia 1621 roku. Pochowany został w mauzoleum rodziny Zamoyskich w krypcie kolegiaty w Zamościu.